# Niterói
Niterói est une ville du Brésil, dans l'État de Rio de Janeiro. La population est d'environ 470 000 habitants et elle occupe une surface de 129 km2.

## Toponymie
En 1819, le village de São Lourenço dos Índios est reconnu par le gouvernement central et reçoit le nouveau nom de Vila Real da Praia Grande (« Ville royale de la Grande Plage » en français), qui constitue le centre historique de la ville.
Le 6 mars 1835, Vila Real da Praia Grande est officiellement rebaptisé du nom Niterói qui signifie « eau cachée » en tupi, mais on l'épela « Nictheroy », jusqu'au milieu du XXe siècle[réf. nécessaire].

## Géographie
La ville est située sur le côté est de l'entrée de la baie de Guanabara, face à Rio de Janeiro distante de 13 km à laquelle elle est reliée par le pont Rio-Niterói et un service de catamarans.
Niterói est très liée à la ville de Rio de Janeiro. Une grande partie de sa population y travaille, ce qui explique le grand mouvement sur le pont Rio-Niterói tous les jours, entre 7 h et 10 h du matin vers Rio et vers Niterói, de 17 h à 20 h.

### Espaces verts
À l'époque de la découverte, la forêt atlantique était prédominante, mais aujourd'hui elle n'est préservée que dans quelques endroits, comme la Serra da Tiririca. Il y a également des zones de restinga et de mangroves.
Le parc municipal de Niterói est une réserve biologique et forestière de la municipalité à une altitude d'environ 270 mètres, occupant une superficie de 150 000 mètres carrés, qui dispose d'un point de vue d'où vous pouvez avoir une vue panoramique sur les lagunes, la région océanique, les quartiers de Niterói, la baie de Guanabara et la mer ouverte. Il dispose également de plusieurs options de sentiers pour pratiquer des sports tels que le VTT, la course à pied et la randonnée.

## Histoire

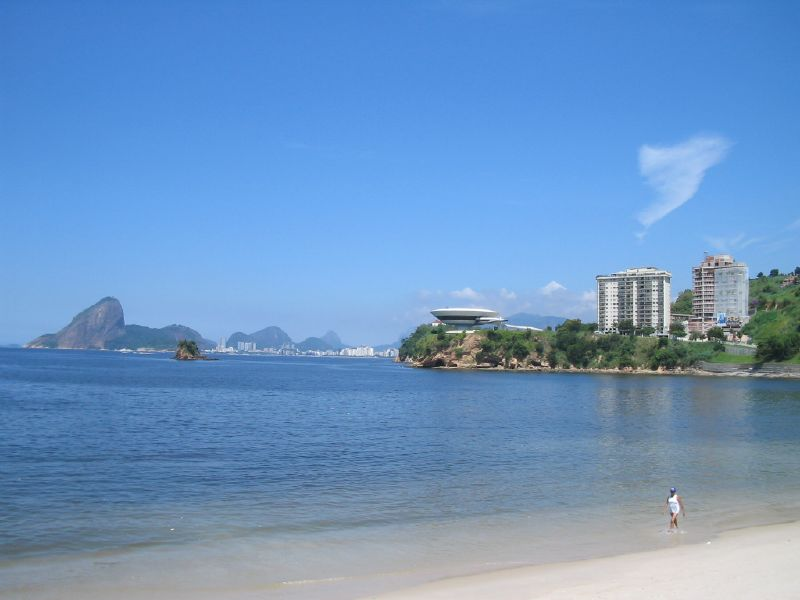
Plage d'Icaraí

La ville a été fondée le 22 novembre 1573 par un Amérindien appelé Araribóia, qui a été renommé plus tard Martim Affonso de Souza. Niterói est la seule ville brésilienne fondée par un Amérindien[Selon qui ?].
Après la guerre contre la France pour le contrôle de la baie de Guanabara, Araribóia obtint du gouverneur général, Mem de Sá, de recevoir, comme récompense, des terres au-delà de la baie qu'il appela Banda D'Além (« Terre de là-bas »). Sa demande fut satisfaite et le village de São Lourenço dos Índios, premier nom de la ville, fut créé.
L'expansion de l'urbanisation intervient à la fin du XIXe siècle, quand un service de funiculaire est mis en place. Au début du XXe siècle l'industrialisation de la ville commence. À cette époque le village fut élevé au statut de ville.

### Niterói, capitale de l'État de Rio de Janeiro
Entre 1834 et 1960, la ville de Rio de Janeiro fut la capitale du Brésil avant que celle-ci ne soit transférée à Brasilia. Son district fédéral (pt) était alors enclavé dans l'État de Rio de Janeiro, dont Niterói fut donc la capitale de 1834 à 1894 (la loi connue comme « Ato Adicional » de 1834 est l'acte légal qui a élevé la ville de Niterói au statut de capitale de l'État), puis de 1903 à 1975 (de 1894 à 1903, la capitale fut transférée à Petrópolis). Lorsque Rio de Janeiro perdit son statut de capitale fédérale en 1960, ce district fut transformé en État de Guanabara, puis le 15 mars 1975, les États de Guanabara et Rio de Janeiro fusionnèrent au sein du nouvel État de Rio de Janeiro et dont Rio de Janeiro devint la capitale.

## Divisions administratives
Dans les années 1990, les divisions administratives de la ville furent modifiées. Actuellement, la ville est divisée en cinquante-deux bairros (quartiers) et cinq Regiões de Planejamento ("Régions de Planification"):
| Praias da Baía   |
| ---------------- |
| Bairro de Fátima |
| Boa Viagem       |
| Cachoeiras       |
| Centro           |
| Charitas         |
| Gragoatá         |
| Icaraí           |
| Ingá             |
| Jurujuba         |
| Morro do Estado  |
| Pé Pequeno       |
| Ponta d'Areia    |
| Santa Rosa       |
| São Domingos     |
| São Francisco    |
| Viradouro        |
| Vital Brazil     |

| Norte             |
| ----------------- |
| Baldeador         |
| Barreto           |
| Caramujo          |
| Cubango           |
| Engenhoca         |
| Fonseca           |
| Ilha da Conceição |
| Santa Bárbara     |
| Santana           |
| São Lourenço      |
| Tenente Jardim    |
| Viçoso Jardim     |

| Oceânica        |
| --------------- |
| Cafubá          |
| Camboinhas      |
| Engenho do Mato |
| Itacoatiara     |
| Itaipu          |
| Jacaré          |
| Jardim Imbuí    |
| Maravista       |
| Piratininga     |
| Santo Antônio   |
| Serra Grande    |

| Pendotiba        |
| ---------------- |
| Badu             |
| Cantagalo        |
| Ititioca         |
| Largo da Batalha |
| Maceió           |
| Maria Paula      |
| Matapaca         |
| Sapê             |
| Vila Progresso   |

| Leste            |
| ---------------- |
| Muriqui          |
| Rio do Ouro      |
| Várzea das Moças |

## Société
La qualité de vie à Niterói est parmi les meilleures au Brésil d'après l'ONU[réf. nécessaire].

## Enseignement
- Un lycée franco-brésilien est situé à Niterói, le Centre Intégré d'Éducation Publique 449 Leonel de Moura Brizola.

## Musée d'art contemporain (MAC)

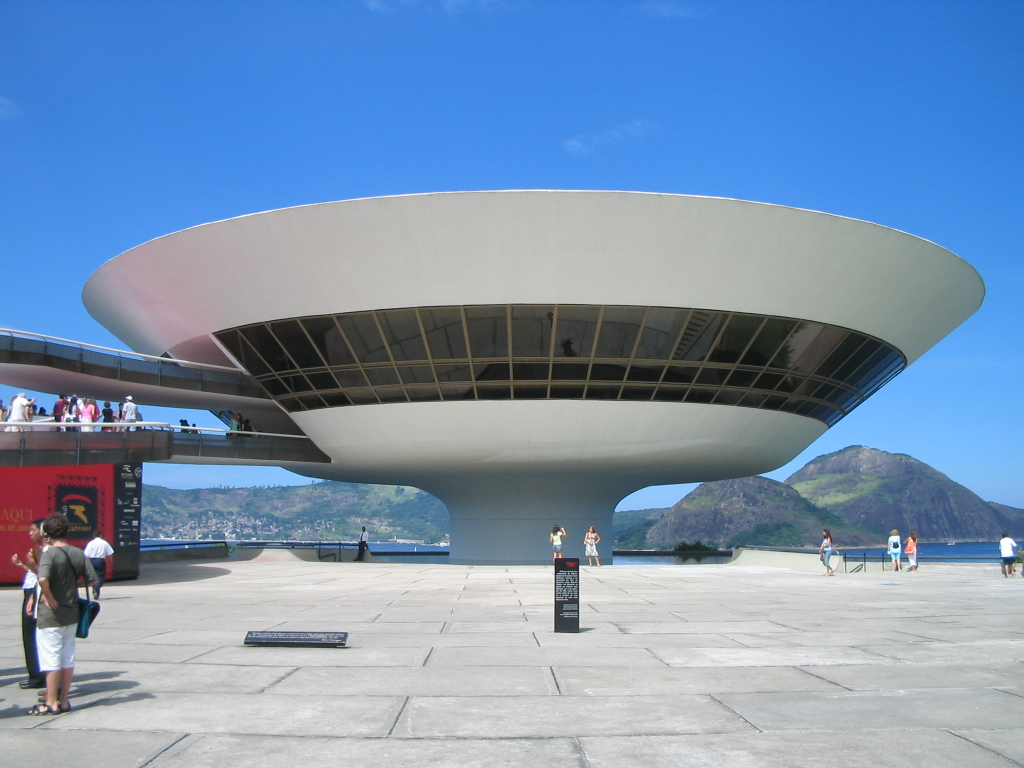
Le Musée d'art contemporain

La principale attraction de la cité est le Musée d´art contemporain (MAC), installé dans un bâtiment construit par Oscar Niemeyer.

## Sport
Le Niteroiense Futebol Clube est basé à Niterói.

## Personnalités liées à la ville
- Martine Grael, skipper brésilienne, double champion olympique.
- Leonardo, footballeur et ancien joueur et directeur sportif du Paris Saint Germain, vainqueur de la Coupe du monde en 1994 et finaliste de la Coupe du monde en 1998
- Edmundo, footballeur brésilien, finaliste de la Coupe du monde en 1998.
- Altair, footballeur brésilien, champion de la Coupe du monde en 1962
- Agnaldo Rayol, chanteur et acteur.
- Rafael dos Anjos, pratiquant brésilien de MMA, champion des poids legers de l'UFC.
- Ricardo Arona, combattant de MMA.
- Torben Grael, quintuple médaillé olympique de voile.
- Marcelo Ferreira (1965-), double champion olympique de voile.